# HD 30856
HD 30856 — звезда в созвездии Эридана на расстоянии около 384 световых лет от нас. Утверждено название Мухун в честь одной из важнейший рек Буркина-Фасо. Вокруг звезды обращается, как минимум, одна планета, официально названная Накамбе, также в честь местной реки.

## Характеристики
HD 30856 — звезда 8,47 звёздной величины; впервые в астрономической литературе упоминается в каталоге Генри Дрейпера, изданном в начале XX века. Она представляет собой оранжевый субгигант с массой и радиусом, равными 1,35 и 4,2 солнечных соответственно. Температура поверхности составляет около 4982 кельвинов. По светимости HD 30856 превосходит наше Солнце в почти в 10 раз. Возраст звезды оценивается в 3,8 миллиарда лет.

## Планетная система
В 2011 году группой астрономов, работающих с данными, полученными в обсерватории Кека, было объявлено об открытии планеты HD 30856 b в системе. Она является типичным газовым гигантом, имеющим массу, равную 1,8 массы Юпитера. Планета обращается вокруг родительской звезды на расстоянии двух а.е.; год на ней длится приблизительно 912 суток. Открытие HD 30856 b было совершено методом Доплера.